# Hyperdulie
Als Hyperdulie (lateinisch cultus hyperduliae, deutsch auch „übersteigende Hochschätzung“ oder „Hochdienst“) wird von der klassischen katholischen Dogmatik die besondere Verehrung der Gottesmutter Maria durch die Kirche bezeichnet. Danach ist der Verehrungsgrad Mariens zwar wesentlich geringer als die allein Gott zustehende Anbetung (cultus latriae), übersteigt aber aufgrund ihrer Würde, Heiligkeit und Verehrungswürdigkeit als Gottesmutter die den Engeln und übrigen Heiligen gebührende Verehrung (Dulie, cultus duliae, griechisch δουλεία).
Der griechisch-lateinische Neologismus hyperdulia tritt erst im Hochmittelalter auf. Die biblischen Grundlagen der Hyperdulie finden sich im Lukasevangelium: Lk 1,28.42.48  und Lk 11,27 . Bei den Kirchenvätern ist die Hyperdulie der Sache nach seit dem 4. Jahrhundert n. Chr. nachweisbar.

## Entwicklung und Verwendung des Begriffs

### Mittelalter
Wilhelm von Auxerre († 1231/37) will die besondere Verehrung (dulia dignior oder dulia maior) der Menschheit Christi mit dem Begriff hyperdulia klarer herausstellen.
Anknüpfend an Petrus Lombardus (In Psalmos 98,5 Migne PL 191, 895), der für Maria eine „würdigere Verehrung“ (dulia dignior) als für andere Heilige erklärte, wird hyperdulia gegen Mitte des 13. Jahrhunderts mit Vorliebe für die Sonderehrung Mariens benutzt, so bei Bonaventura (Sentenzenkommentar, Buch III, dist. 9, art. 1, qu. 3) und Thomas von Aquin (Summa theologiae III, qu. 25, art. 5). Schon vorher hatte Thomas in einem Sentenzenkommentar (Buch III, dist. 9, qu. 1, arg. 2, sol. 3) erklärt: „insoweit [Maria] zu Christus gehört, verehrt man sie durch Hyperdulie“ (inquantum pertinet ad Christum, honoratur hyperdulia). Bonaventura und Thomas von Aquin schaffen die Grundlage für die spätere Verwendung des Begriffs in der klassischen katholischen Dogmatik, die mit Hyperdulie die besondere Verehrung der Gottesmutter Maria bezeichnet.

### Reformation
Der Terminus ist durch die Thomas-Kommentierung und durch die konfessionellen Kontroversen um die Marienverehrung seit Reformation und katholischer Reform in theologischen Debatten oft präsent.
Von den Kirchen der Reformation distanziert sich der Calvinismus am weitesten und am heftigsten vom Konzept und der Praxis der katholischen Hyperdulie. Zwar fordert Calvin gemäß altkirchlichem Glauben selber dazu auf, Mariens Gottesmutterschaft anzuerkennen und beständig zu preisen. Insbesondere die Anrufung Mariens um Fürbitte bei Gott zur Erlangung göttlicher Gnade hält man im Gefolge Calvins jedoch für eine „verabscheuenswürdige Gotteslästerung“ (exsacrabilis blasphemia).

## Offizieller Sprachgebrauch in der katholischen Kirche
Erst sehr spät und nur sehr vereinzelt wird der Begriff der Hyperdulie in offiziellen Verlautbarungen der katholischen Kirche aufgegriffen: gegen Ende des 19. Jahrhunderts (Ritenkongregation, Dekret vom 1. Juni 1884) und zu Beginn des 20. Jahrhunderts (Codex Iuris Canonici 1917, can. 1255, § 1).
Das Zweite Vatikanische Konzil spricht dagegen von einem „Kult eigener Art“ (speciali cultu) (Lumen gentium 66). Papst Paul VI. betont in der Einleitung seines Schreibens Marialis cultus (1974), dass „Maria ein besonderer Kult erwiesen wird“ (peculiaris cultus). Dieser Begrifflichkeit folgen sowohl der neue Codex Iuris Canonici von 1983 (can. 276, § 2, nr. 5; can. 1186) als auch die 1997 erschienene authentische lateinische Ausgabe des Catechismus Catholicae Ecclesiae (nr. 971).